# Потсдамский центр имени Гельмгольца

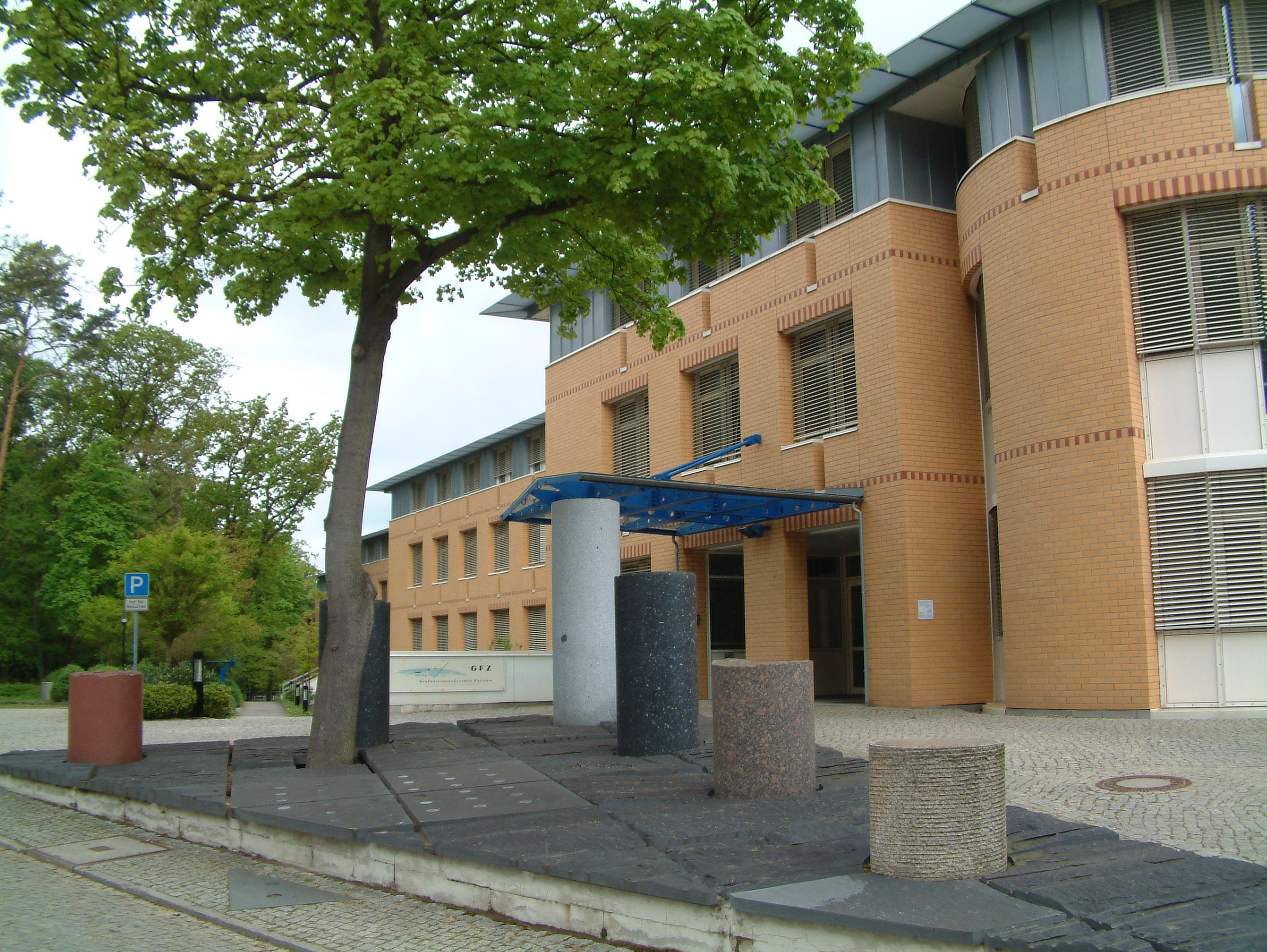
Здание Потсдамского центра наук о Земле

Потсдамский центр имени Гельмгольца (нем. Helmholtz-Zentrum Potsdam – Deutsches GeoForschungsZentrum, (GFZ)), также известный как Потсдамский центр наук о Земле, Немецкий центр исследования Земли — фонд публичного права. До 16 июня 2008 года — национальный исследовательский центр геологических наук в Германии (нем. GeoForschungsZentrum Potsdam). Штаб-квартира фонда расположена в научном парке Альберта Эйнштейна в потсдамском Телеграфенберге.

## Организационная форма и предшествующие институты
Потсдамский центр наук о Земле был основан в 1992 году как один из трёх новых крупномасштабных исследовательских центров в бывшей Ассоциации крупных исследовательских институтов (нем. Arbeitsgemeinschaft der Großforschungseinrichtungen).
Потсдамский центр наук о Земле унаследовал традиции научно-исследовательских институтов, которые располагались в Телеграфенберге с конца XIX века и сделали Потсдам известным центром изучения естественных наук. Среди них — Центральный институт физики Земли (ZIPE) и институт Академии наук ГДР, где проводились исследования в области геофизики и высшей геодезии.
В конечном итоге, GFZ восходит к потсдамcкому геодезическому институту Прусской академии наук. При его директоре Фридрихе Роберте Гельмерте (с 1886 по 1917 год) потсдамский институт превратился в мировой центр научной геодезии. С 1909 по 1971 годы значение силы тяжести в Потсдаме было мировым эталонным значением («Потсдамское значение силы тяжести»), а 1930 году абсолютное значение силы тяжести в Потсдаме было принято в качестве мирового опорного значения. Большой вклад в эту работу внёс Теодор Альбрехт.
Центр имени Гельмгольца Потсдам активно сотрудничает с другими геонаучными и геотехническими институтами по всему миру и является членом Ассоциации немецких исследовательских центров имени Гельмгольца. Финансирование центра на 90 % осуществляется Федеральным министерством образования и научных исследований Германии и на 10 % — министерством науки, исследований и культуры Бранденбурга.

## Структура фонда

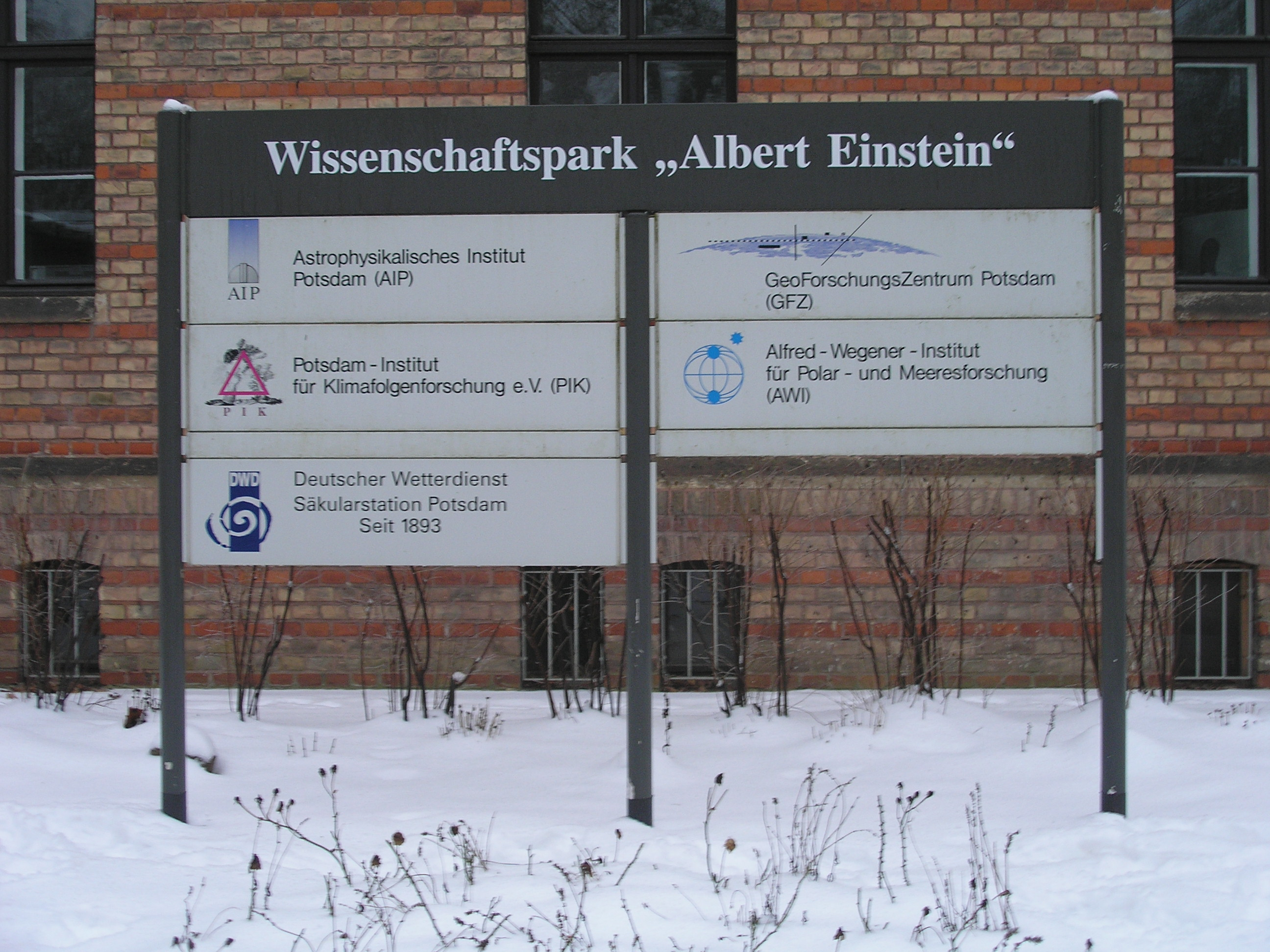
Информационный знак научного парка «Альберт Эйнштейн», стенд GFZ вверху справа

Фонд состоит из пяти специализированных отделов, а также нескольких геоинженерных центров и научных инфраструктур.

### Специализированные отделы
Основными направлениями исследований являются:
- Химия Земли и биогеохимические циклы: геотермальная энергетика, неорганическая и изотопная геохимия, органическая геохимия, анализ осадочных бассейнов и геомикробиология.
- Геодезия и дистанционное зондирование: GPS / Galileo технологии, спутниковое наблюдение Земли, гравитационные поля и гравиметрия, дистанционное зондирование, моделирование Земли и геоинформатика. В его задачи входит исследование гравитационного поля и вращения Земли, международные службы (IERS, IGS, Спутниковая лазерная дальномерная станция[нем.] в рамках ILRS[19] и 4D моделирование Земли[нем.]); Разработка исследовательских спутников и методов космической геодезии, дистанционного зондирования.
- Геодинамика и геоматериалы: динамика литосферы (тектоника плит), геомеханика и реология, химия и физика геоматериалов и приповерхностная геохимия.
- Физика Земли: риск и раннее предупреждение землетрясений, геофизическое зондирование глубин, геомагнитное поле, сейсмология, геодинамическое моделирование, сейсмическая опасность и поля напряжений. Область научных исследований: геофизическое исследование земной коры и мантии, прикладная сейсмология (анализ землетрясений и других стихийных бедствий, глобальный сейсмологический мониторинг, система раннего предупреждения[англ.] о цунами); геомагнитное поле и солнечно-земные связи (солнечная активность и прочее).
  - Оба департамента интенсивно сотрудничают в разработке исследовательских спутников: Start GFZ-1[нем.] (1992), CHAMP[нем.] (2000), 2 спутника GRACE (2002), GOCE), инструментов спутниковой лазерной локации[нем.] и гравиразведки).
- Процессы земной поверхности: геоэкология и геоморфология, динамика климата и ландшафтное развитие, гидрогеология, инженерная гидрология.

### Геоинженерные центры и научные инфраструктуры
Большие исследовательские темы тесно связаны с геоинженерными центрами. В настоящее время существуют следующие геоинженерные центры:
- Международный геотермальный центр ICGR
- Центр раннего предупреждения EWS
- Центр геоинформационных технологий CeGIT
- Центр хранения геологической информации CGS
- Центр интегрированных углеводородных исследований CIHR

В области наблюдения за планетой существуют следующие научные инфраструктуры:
- Библиотечно-информационная служба LIS[21]
- Модульная инфраструктура наук о Земле MESI: спутниковые системы, лаборатория вторичной ионной масс-спектрометрии (SIMS) и трансмиссионный электронный микроскоп (TEM) FEI Tecnai, глобальные обсерватории и мобильные устройства[22].
- Геомагнитная обсерватория[23]
- Центр обработки данных[24]
- Лаборатория научного бурения[25]

## Спутниковые проекты

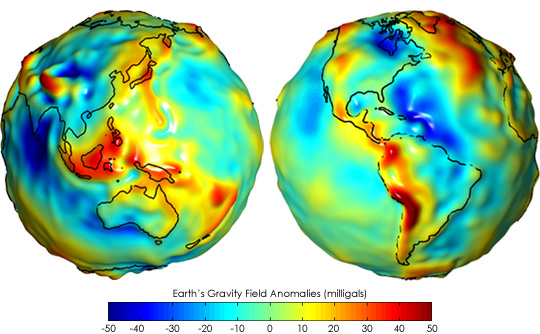
Гравитационные аномалии Земли (по данным NASA GRACE — Gravity Recovery And Climate Change). Анимированная версия.

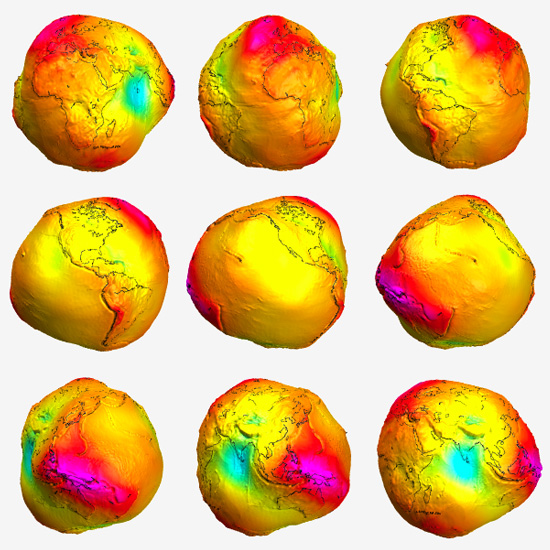
Гравитационные аномалии Земли. «Потсдамская картошка»

Центр имени Гельмгольца Потсдам — Германский центр исследования Земли разработал несколько спутников.
Первый небольшой лазерный исследовательский спутник получил название GFZ-1 и был запущен в 1992 году для спутниковой триангуляции и анализа земного гравитационного поля. Он обращался на орбите на высоте 400 км и был рассчитан на срок службы около 5 лет. GFZ-1 весил 21 кг и был оснащен 60 пассивными ретрорефлекторами, с помощью которых с точностью до сантиметра измерялось его расстояние до наземных станций, а также до существующей с 1974 года станции GFZ SLR.
В августе 2000 года, после некоторой задержки, был запущен следующий спутник, CHAMP, для уточнённых измерений гравитационного и магнитного поля. Аббревиатура расшифровывается как англ. Challenging Minisatellite Payload for Geophysical Research (рус. Сложная мини-спутниковая полезная нагрузка для геофизических исследований). CHAMP также определяет определённые параметры солнечной активности.
В спутниковом проекте GRACE геоисследовательский центр занимается развитием перспективных спутниковых технологий. Два спутника GRACE, запущенные в 2002 году, можно рассматривать как два CHAMP, которые летят на одной орбите на расстоянии около 200 км друг от друга, постоянно измеряя дистанцию (электронное измерение расстояния) и доплеровский сдвиг с помощью микроволн. Эта технология «спутник — спутник» (SST) постоянно анализирует расстояние между двумя спутниками с точностью до миллиметровых долей. Исходя из этого, учёные получают дополнительные измерения, из которых в конечном итоге можно получить чрезвычайно точную картину гравитационного поля Земли, с разрешением приблизительно 100 × 200 км.
В рамках проекта GRACE впервые были обнаружены колебания гравитационного поля Земли, которые были запечатлены на изображении, известном как «Потсдамская гравитационная картошка». Это изображение является визуализацией гравитационного поля Земли, созданной в Центре имени Гельмгольца Потсдам — Германском центре исследования Земли.
В течение нескольких лет GFZ сотрудничает с командой разработчиков спутника GOCE, что позволяет усовершенствовать методологию GRACE. Также ведётся сотрудничество по дальнейшему развитию измерительной системы PRARE и спутниковой станции Веттцелль в Баварском Лесу.

## Проекты раннего предупреждения цунами

### Проекты, финансируемые BMBF: GITEWS и PROTECTS
В период с 2005 по 2011 годы Потсдамский центр наук о Земле в сотрудничестве с партнёрами разработал систему раннего предупреждения цунами для Индонезии (GITEWS) и восточной части Индийского океана. В целом, в рамках проекта должны были быть установлены десять измерительных буев, которые регистрируют опасные волны между Суматрой и Бали, но едва различимы на уровне моря. Данные передаются через спутник в центр раннего предупреждения. Федеральное министерство образования и научных исследований (BMBF) в мае 2005 года на нужды проекта предоставило сумму 45 миллионов евро. 29 марта 2011 года система была передана Индонезии.
Целью последующего после GITEWS проекта PROTECTS являлось оказание интенсивной поддержки индонезийским партнёрам на этапе эксплуатации системы раннего предупреждения о цунами посредством обучения и научных консультаций. Таким образом, была обеспечена устойчивая поддержка системы, а Индонезия получила возможность эксплуатировать систему после завершения проекта в марте 2014 года.

### Проекты, финансируемые Европейским союзом: DEWS и TRIDEC
На европейском уровне Потсдамский центр наук о Земле участвует в разработке систем раннего предупреждения о цунами в проектах Европейского союза DEWS (6-я Рамочная программа исследований ЕС: стоимость проекта 6,1 млн евро) и TRIDEC (7-я Рамочная программа исследования ЕС: стоимость проекта 8,9 млн евро). Проект TRIDEC был удостоен награды Global Risk Awards 2013 в категории «Управление рисками через границы».
Результаты программ раннего предупреждения о цунами были представлены на Всемирной выставке 2012 года.

## Документалистика

### Документальные фильмы
- Mission Erde (рус. Миссия Земля) — фильм об исследованиях Земли (документальный фильм ARD, 2001, режиссёр Торстен Зассе[нем.]). Съёмочная группа сопровождает ученых Потсдамского центра наук о Земле к геологическим точкам Земли. Исследователи GFZ исследуют вулкан Мерапи на Яве, используя спутник Champ для измерения магнитного поля Земли и экспериментируя с газовыми гидратами в вечной мерзлоте канадской Арктики. В фильме делается упор на научные оценки в лабораториях Потсдама[39].

- Die Tsunami-Warner (рус. Предупреждение о цунами) (документальный фильм Arte, 2005, режиссёр Кристиан Келер (нем. Kristian Kähler)). «Когда цунами вызвало хаос на Рождество в прошлом году, инициировавшие его землетрясения были хорошо измерены. Но тогда не было системы оповещения, которая могла бы вовремя вызвать тревогу. Эта система раннего оповещения о землетрясениях в настоящее время устанавливается в Индийском океане учеными из Германии и их индонезийскими партнерами». Фильм знакомит зрителей с проектом[40].

### Выставки
С 24 марта по 9 июля 2017 года в доме Бранденбургско-Прусской истории прошла двуязычная (английский/немецкий язык) выставка под названием «Фокус Земля — исследование нашего мира». На выставке были представлены многочисленные экспонаты истории исследований Земли из коллекции Потсдамского центра наук о Земле.

Экспонаты выставки 2017
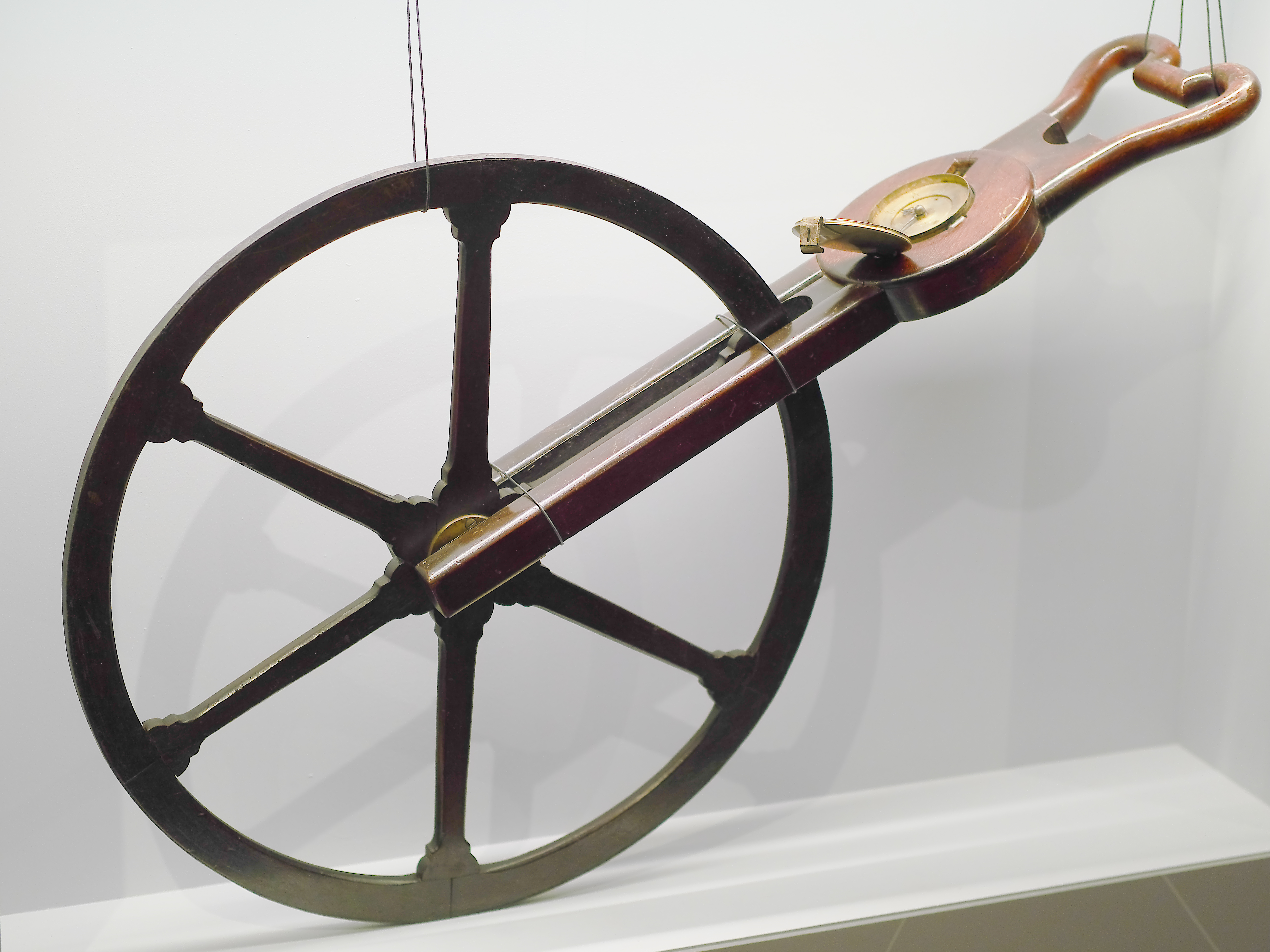
Деревянный одометр для работы одной рукой из Лондона, около 1760 года.
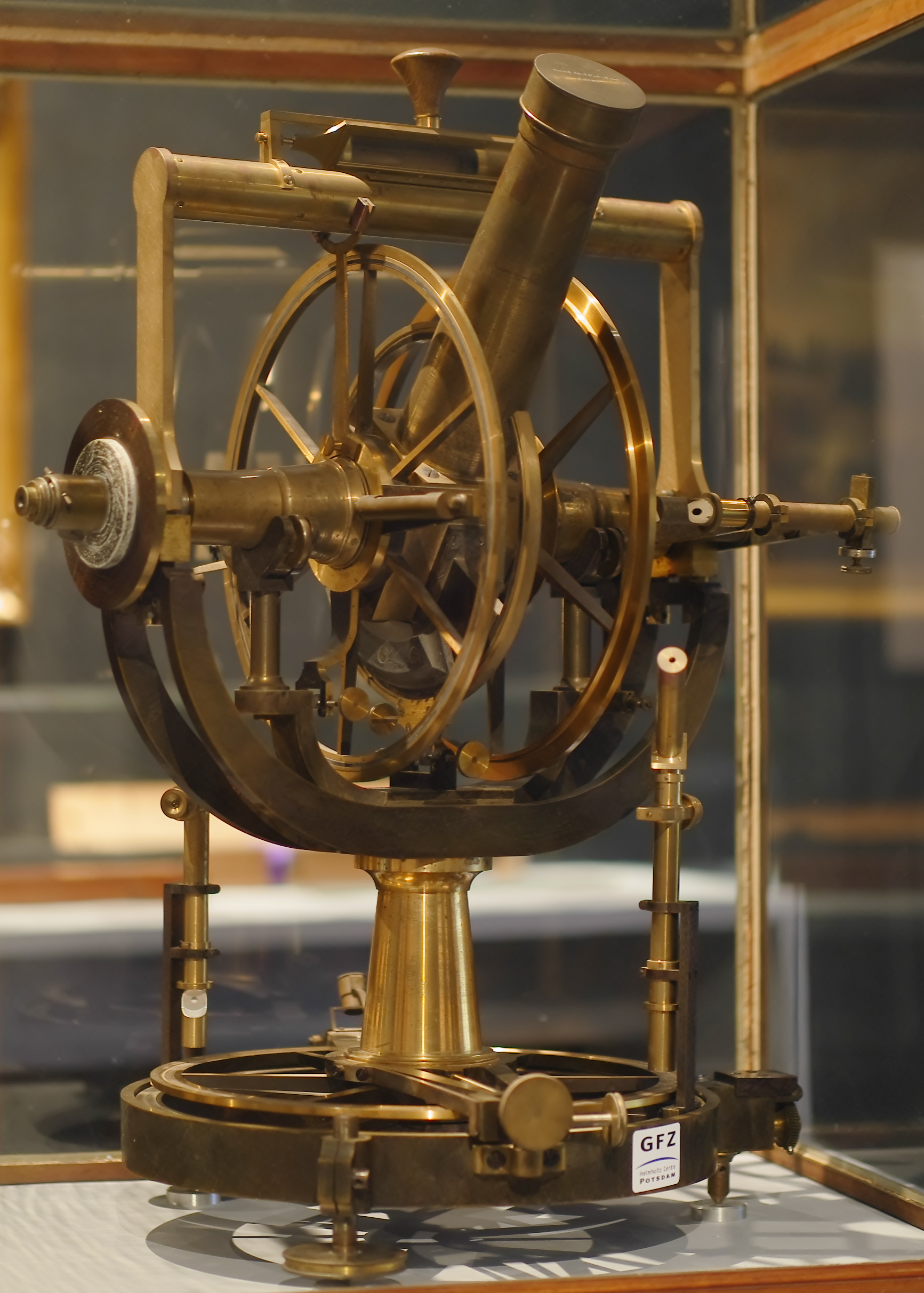
Исторический универсальный теодолит от производителя Pistor & Martins в Берлине (1851)
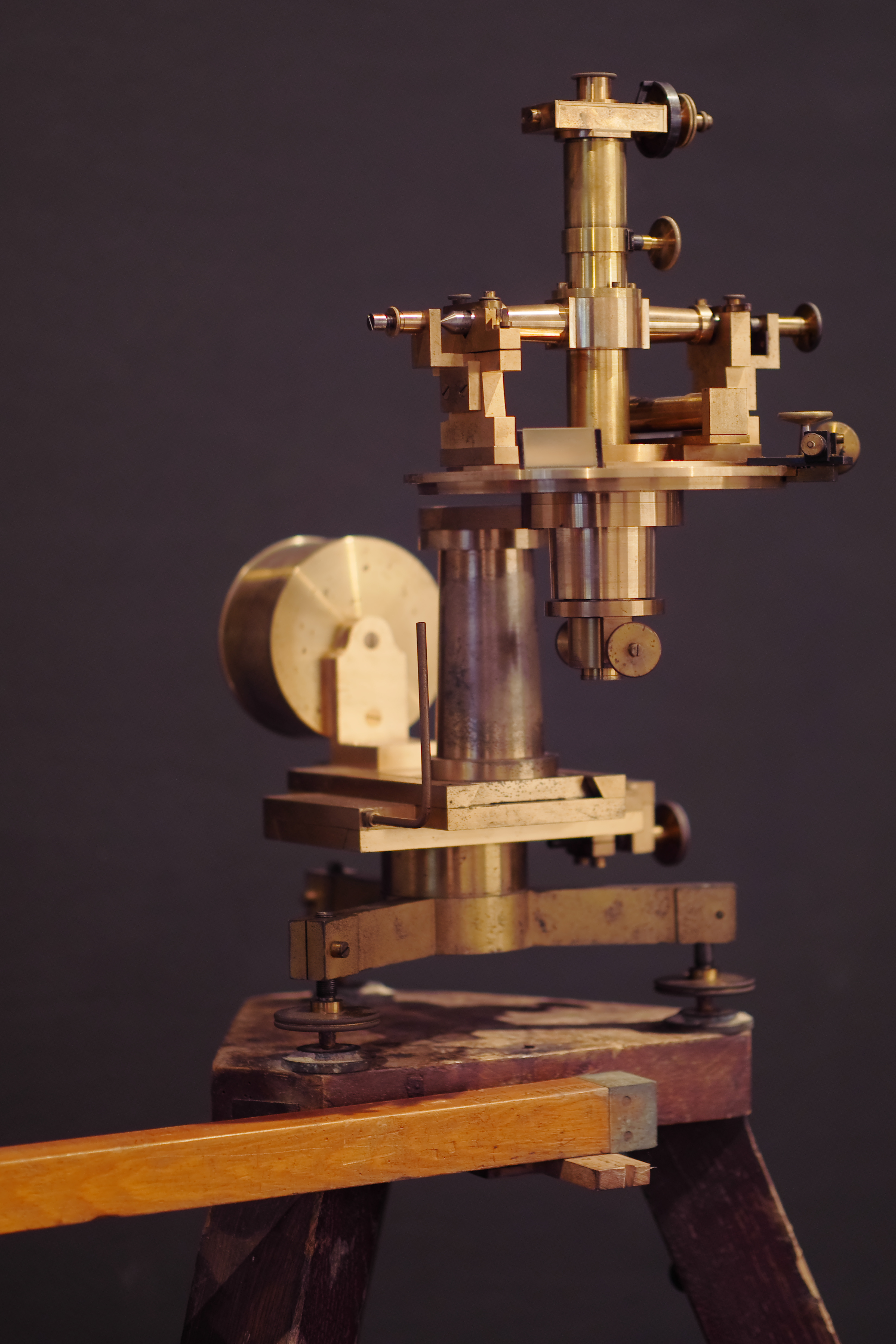
Прибор для определения базиса[нем.] производителя Brunner Brothers в Париже, годы постройки 1876-1878 гг.
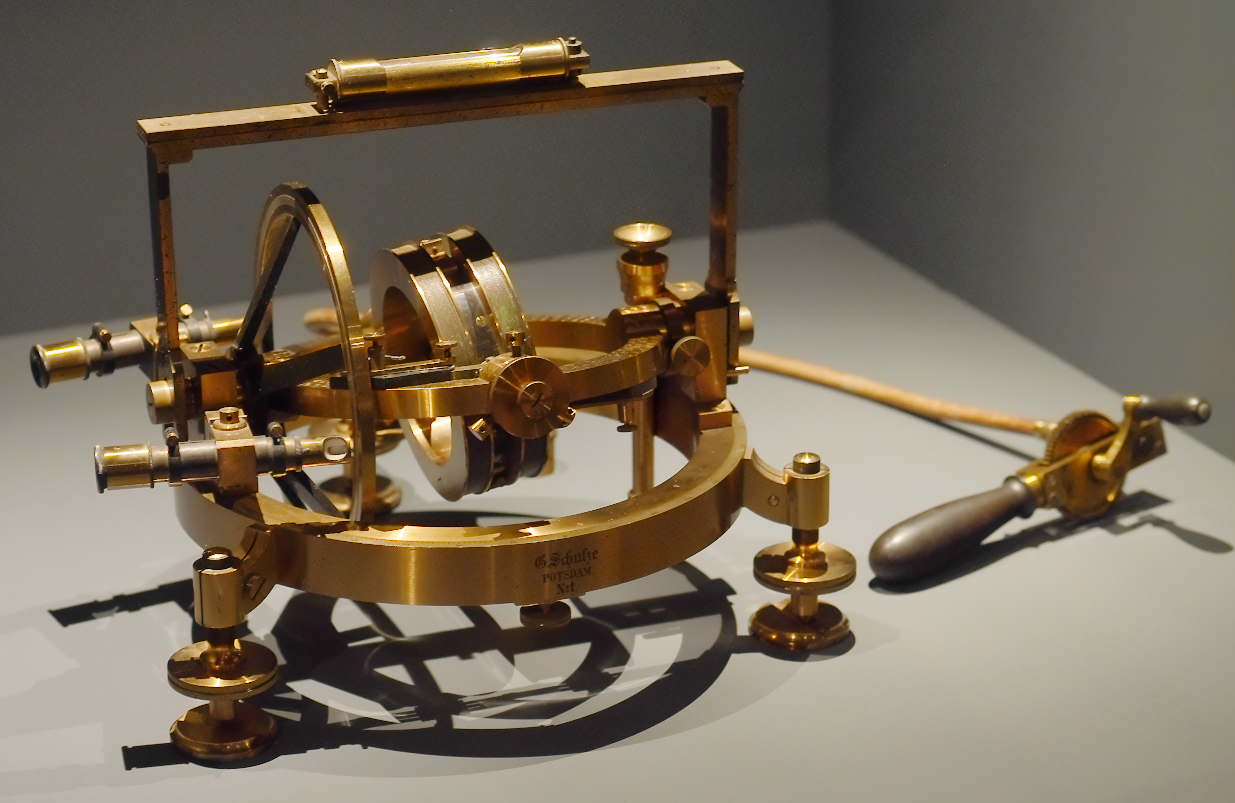
Инклинатор № 1 от производителя Г. Шульце в Потсдаме (около 1900 г.)
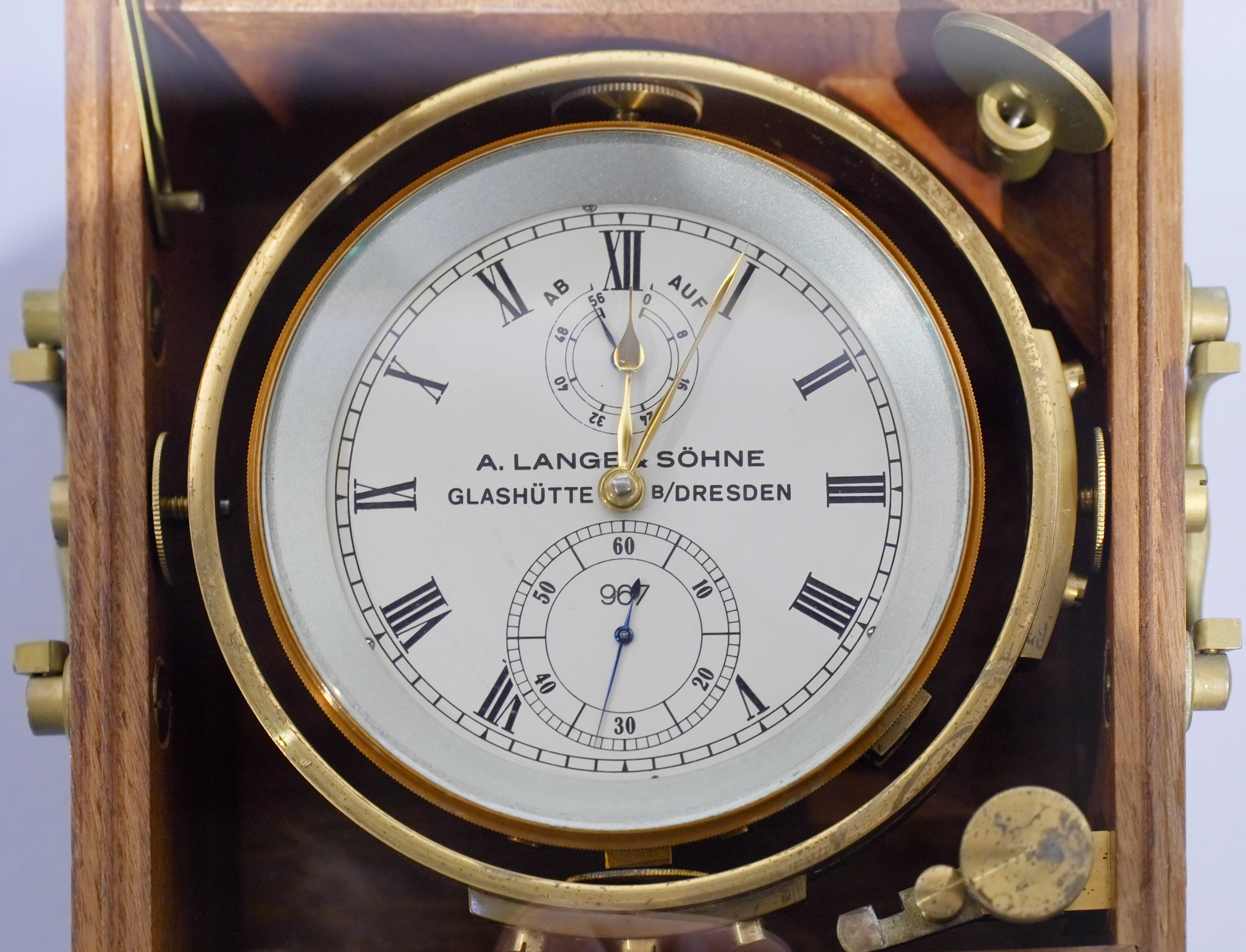
Морской хронометр фирмы A. Lange & Söhne Glashütte (1948)
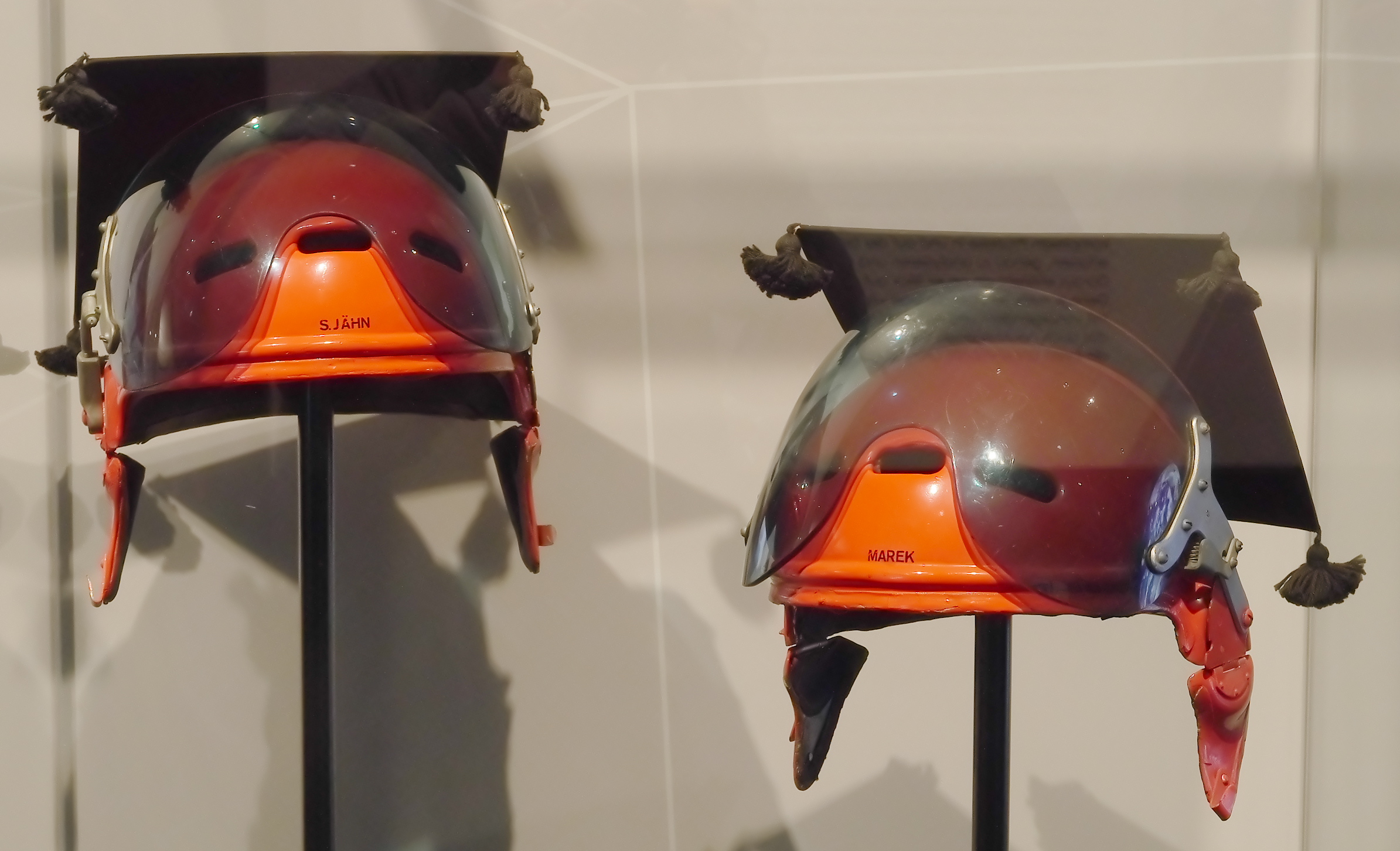
Академические шапочки Зигмунда Йена и Карла Хайнца Марека на лётных шлемах Национальной народной армии (1983)
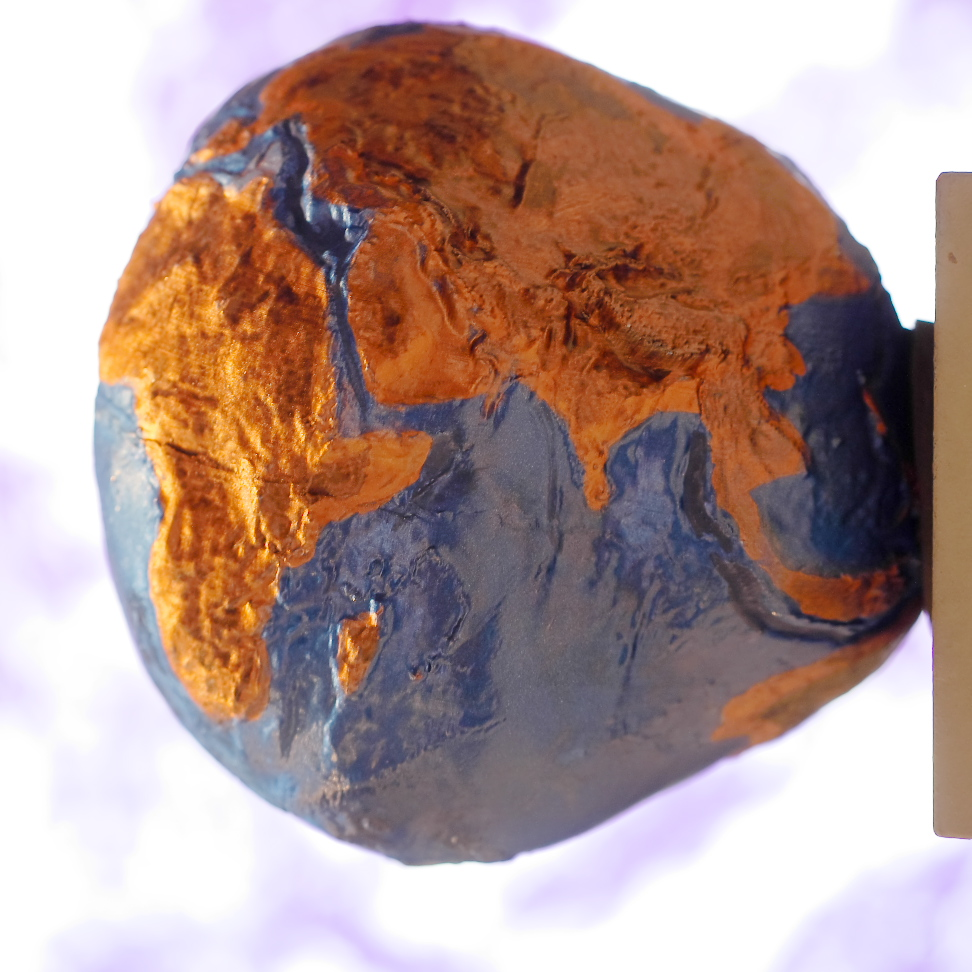
Трёхмерная модель «Потсдамской картошки» (2017) в масштабе 1:15000, представляющая земную поверхность